# Chinoscopus maculipes
Chinoscopus maculipes är en spindelart som beskrevs av Jocelyn Crane 1943. 
Chinoscopus maculipes ingår i släktet Chinoscopus och familjen hoppspindlar. Inga underarter finns listade i Catalogue of Life.